# Мозиннинг
Мозиннинг (нем. Moosinning) — община в Германии, в земле Бавария. 
Подчиняется административному округу Верхняя Бавария. Входит в состав района Эрдинг.  Население составляет 5521 человек (на 31 декабря 2010 года). Занимает площадь 39,96 км².